# Belgrano Bank
Belgrano Bank (znana również jako General Belgrano Bank) – ławica na Oceanie Południowym, położona na Morzu Weddella. Została nazwana na cześć Manuela Belgrano, argentyńskiego generała i bohatera narodowego. Nazwa została zatwierdzona przez organizację Advisory Committee for Undersea Features w czerwcu 1988 roku. 